# 雲南市民バス
雲南市民バス（うんなんしみんバス）は島根県雲南市が運行するコミュニティバス（自治体バス）である。自家用自動車（白ナンバー）による有償運送路線である。
本項では、雲南市が運行するデマンドバス「だんだんバス」、乗合タクシー「だんだんタクシー」についても記述する。愛称の「だんだん」とは雲伯方言で「ありがとう」を意味する言葉である。なお、鳥取県米子市でも「だんだんバス」という愛称のコミュニティバスが運行されている。

## 運行受託事業者
運行委託事業者は入札制により決定している。
令和元年7月2日現在
- 大新東・かみしろ特別共同企業体
- 吉田ふるさと村

の2事業者に委託していた。

## 運賃・乗車券類
- 大人200円、子ども、障害者等は100円、幼児は無料。
- 定期券（通勤・通学共通、だんだんタクシーを除く）
  - 200円区間定期券：1箇月6,000円、3箇月17,100円、6箇月32,400円（小学生、障害者等は半額）
  - 400円区間定期券：1箇月11,400円、3箇月32,400円、6箇月61,500円（小学生、障害者等は半額）
  - 600円区間定期券：1箇月16,200円、3箇月46,100円、6箇月87,400円（小学生、障害者等は半額）

通学定期券で谷本ハイヤーの三刀屋出雲線に乗り継ぐ場合は上記の半額。
- 回数券（だんだんタクシーを除く）
  - 1,000円券（100円券の12枚綴り）、2,000円券（200円券の12枚綴り）
- だんだんタクシーの料金は以下の通りとなっている。
  - ドア・トゥ・ドア：300円
  - 直行便：200円

## 路線
以下の路線が運行されている。なお、詳細な時刻及び運行案内は#外部リンクの雲南市バス時刻表を参照のこと。

### 広域路線
自家用自動車（白ナンバー）による有償運送で、吉田大東線は吉田ふるさと村に、大東松江乃木線は大新東かみしろ特別共同企業体に運行を委託している。全便12月31日 - 1月3日は運休。三刀屋バスセンターで谷本ハイヤーの三刀屋出雲線、掛合で飯南町生活路線バス、乃木駅で松江市バスの南循環線・一畑バスの玉造線に接続。
- 吉田大東線
  - JA吉田前 - （たたらば壱番地） - 佐中 - 三刀屋バスセンター - 下熊谷バスセンター - （JR木次駅） - 雲南市役所 -  JR南大東駅 - 雲南市立病院 - JR出雲大東駅 - JR加茂中駅 - かもてらす
    - 一部便は大東町域を経由せず、雲南市役所 - かもてらすを直行する。
- 大東松江乃木線
  - JR出雲大東駅 - 海潮温泉 - こも沢 - 客が丘入口 - 乃白 - （勝負） - （市立病院） - 乃木駅 
    - 一畑バス大東線の廃止に伴い、2024年10月1日運行開始。

### 大東町
自家用自動車（白ナンバー）による有償運送で、大新東かみしろ特別共同企業体に運行を委託している。全便第2・第4・第5土曜日・日曜日・祝日・12月30日 - 1月3日は運休。阿用・久野線以外は第1・第3土曜日も運休。
- 春殖線
  - 雲南市立病院 → 大東郵便局前（大東高校入口） → JR出雲大東駅 → 春殖交流センター → 西小学校 → 下鵯 → 奥遠所 → 鵯 → 春殖交流センター →JR出雲大東駅 → 大東郵便局前（大東高校入口） → 雲南市立病院
- 幡屋線
  - 雲南市立病院 → 大東郵便局前（大東高校入口） → JR出雲大東駅 → 西小学校 → JR幡屋駅前 → 門見堂 → 幡屋交流センター → 西谷公民館 → 遠所集会所 → 幡屋交流センター → 門見堂 → JR幡屋駅前 → 柿坂 → JR出雲大東駅 → 大東郵便局前（大東高校入口） → 大東郵便局
- 佐世線
  - 雲南市立病院 - 大東郵便局前（大東高校入口） - JR出雲大東駅 - 佐世峠 - JR南大東駅 - 佐世小学校入口 - 西阿用
- 阿用・久野線
  - 大東総合センター - 雲南市立病院 - JR出雲大東駅 - 大東郵便局前（大東高校入口） - 阿用小学校 - 川井集会所 - 久野川大橋公園 - JR下久野駅前 - 久野郵便局 - 日向集会所
- 塩田線
  - Aコープだいとう - 雲南市立病院 - JR出雲大東駅 - 大東郵便局前（大東高校入口） - 光住宅前 - 塩田交流センター前 - すくも塚
- 海潮北回り線
  - Aコープだいとう → 雲南市立病院 → JR出雲大東駅 → 大東郵便局前（大東高校入口） → 海潮温泉 → （海潮こども園） → 海潮小学校 → 和野集会所 → 薦沢集会所 → 須賀集会所 → 海潮小学校 → （海潮こども園） → 海潮温泉 → 大東郵便局前（大東高校入口） → JR出雲大東駅 → 雲南市立病院 → Aコープだいとう
- 海潮南回り線
  - Aコープだいとう → 雲南市立病院 → JR出雲大東駅 → 大東郵便局前（大東高校入口） → 海潮温泉 → 海潮小学校 → （海潮こども園） → 農道入口 → 奥山 → 農道入口 → 奥小河内公会所 → 農道入口 → （海潮こども園） → 海潮小学校 → 海潮温泉 → 大東郵便局前（大東高校入口） → JR出雲大東駅 → 雲南市立病院 → Aコープだいとう

### 加茂町
自家用自動車（白ナンバー）による有償運送で、大新東かみしろ特別共同企業体に運行を委託している。全便土曜・日曜日・12月30日 - 1月3日は運休。
- 加茂北回り線
  - Aコープ - かもてらす - 外原町 - 加茂中駅前 - 岩倉遺跡駐車場 - 砂子原上 - 加茂中駅前 - （かもてらす - Aコープ - かもてらす - 外原町） - 加茂中駅前 - 雲南病院 - グリーンシティ
- 加茂南回り線
  - Aコープ - かもてらす - 外原町 - 加茂中駅前 - 大崎 - 大竹 - 愛宕 - 高速バス待合所 - （Aコープ） - かもてらす - 外原町 - 加茂中駅前 - 雲南病院 - グリーンシティ

### 木次町
自家用自動車（白ナンバー）による有償運送で、大新東かみしろ特別共同企業体に運行を委託している。全便12月31日 - 1月3日は運休。北原線以外は土曜日・日曜日・祝日・12月30日も運休。
- 北原線
  - 里方 - 木次駅 - 木次バスセンター - 西日登 - 湯村温泉 - 深野 - 槻屋 （- 山方）
- 木次三刀屋線
  - 里方 → 木次駅 → 木次バスセンター → 簸上橋 → 雲南病院 → 三刀屋バスセンター → 下熊谷バスセンター → 里方 → 木次駅 → 木次バスセンター
  - 木次バスセンター → 木次駅 → 平成記念病院 → 三刀屋バスセンター → 下熊谷バスセンター → 里方 → 木次駅 → 木次バスセンター

### 三刀屋町
自家用自動車（白ナンバー）による有償運送で、大新東かみしろ特別共同企業体に運行を委託している。全便日曜日・祝日・12月30日 - 1月3日は運休。
- 高窪・伊萱線
  - 水越前 - 出雲高窪 - 三刀屋バスセンター - （三刀屋中学校前） - 三刀屋バスセンター - 三刀屋小学校前 - 伊萱中央
- 中野線
  - （平成記念病院） - （下熊谷バスセンター） - （三刀屋小学校前） - 三刀屋バスセンター - 飯石神社前 - 中野 - 六重 - 神代
- 根波線
  - （平成記念病院） - （下熊谷バスセンター） - （三刀屋小学校前 -） 三刀屋バスセンター - 三刀屋中学校前 - 鍋山 - 鍋山小学校前 - 里坊 - 根波車庫 - 深谷 （- 深谷温泉）

深谷 - 深谷温泉間は4月1日 - 11月30日のみ運行。

### 吉田町
デマンドバス「だんだんバス」のみ運行。

### 掛合町
乗合タクシーによる運行で、掛合タクシーに運行を委託している。だんだんタクシー予約センターに要電話予約。全便土曜日・日曜日・祝日・12月30日 - 1月3日は運休。直行便は下佐中（ショッピングセンターコア前）で広域路線の吉田大東線に接続。

#### だんだんタクシー（ドア・トゥ・ドア）
- 北部線（多根・松笠方面）
  - 下佐中（ショッピングセンターコア前） - 多根 - 松笠
- 南部線（入間・波多方面）
  - 下佐中（ショッピングセンターコア前） - 掛合 - 入間 - 恩谷 - 柄栗

#### だんだんタクシー（直行便）
- 柄栗 → 恩谷 → 入間 → 下佐中（ショッピングセンターコア前）

## 車両
主に三菱ふそう・ローザが使われている。広域路線バスでは日野・メルファ、いすゞ・エルガミオも使われている。また一部路線では日野・メルファ、日野・レインボー、三菱ふそう・エアロミディも使われている。
だんだんタクシーでは、トヨタ・ハイエースが使われている。